# Nagy-Britannia a 2024. évi nyári olimpiai játékokon
Nagy-Britannia a franciaországi Párizsban megrendezett 2024. évi nyári olimpiai játékok egyik részt vevő nemzete volt. Az országot az olimpián 26 sportágban 342 sportoló képviselte, akik összesen 65 érmet szereztek.

## Atlétika
Férfi
| Versenyző                                                                                       | Versenyszám     | Selejtező | Selejtező | Selejtező | Előfutam | Előfutam | Előfutam | Vigaszág | Vigaszág | Vigaszág | Elődöntő | Elődöntő | Elődöntő | Döntő    | Döntő    |
| Versenyző                                                                                       | Versenyszám     | Idő       | Hely.     | Össz.     | Idő      | Hely.    | Össz.    | Idő      | Hely.    | Össz.    | Idő      | Hely.    | Össz.    | Idő      | Helyezés |
| ----------------------------------------------------------------------------------------------- | --------------- | --------- | --------- | --------- | -------- | -------- | -------- | -------- | -------- | -------- | -------- | -------- | -------- | -------- | -------- |
| Jeremiah Azu                                                                                    | 100 m           | kiemelt   | kiemelt   | kiemelt   | kizárták | kizárták | kizárták |          |          |          | kiesett  | kiesett  | kiesett  | kiesett  | kiesett  |
| Louie Hinchliffe                                                                                | 100 m           | kiemelt   | kiemelt   | kiemelt   | 9,98     | 1.       | 3.       |          |          |          | 9,97     | 3.       | 11.      | kiesett  | kiesett  |
| Zharnel Hughes                                                                                  | 100 m           | kiemelt   | kiemelt   | kiemelt   | 10,03    | 3.       | 10.      |          |          |          | 10,01    | 6.       | 14.      | kiesett  | kiesett  |
| Charlie Dobson                                                                                  | 400 m           |           |           |           | 44,96    | 1.       | 14.      | erőnyerő | erőnyerő | erőnyerő | 44,48    | 4.       | 11.      | kiesett  | kiesett  |
| Matthew Hudson-Smith                                                                            | 400 m           |           |           |           | 44,78    | 1.       | 11.      | erőnyerő | erőnyerő | erőnyerő | 44,07    | 1.       | 4.       | 43,44    |          |
| Max Burgin                                                                                      | 800 m           |           |           |           | 1:45,36  | 3.       | 9.       | erőnyerő | erőnyerő | erőnyerő | 1:43,50  | 3.       | 3.       | 1:43,84  | 8.       |
| Elliot Giles                                                                                    | 800 m           |           |           |           | 1:45,93  | 2.       | 25.      | erőnyerő | erőnyerő | erőnyerő | 1:45,46  | 5.       | 15.      | kiesett  | kiesett  |
| Ben Pattison                                                                                    | 800 m           |           |           |           | 1:45,56  | 1.       | 12.      | erőnyerő | erőnyerő | erőnyerő | 1:45,57  | 4.       | 16.      | kiesett  | kiesett  |
| Neil Gourley                                                                                    | 1500 m          |           |           |           | 3:37,18  | 5.       | 27.      | erőnyerő | erőnyerő | erőnyerő | 3:32,11  | 3.       | 3.       | 3:30,88  | 10.      |
| Josh Kerr                                                                                       | 1500 m          |           |           |           | 3:35,83  | 1.       | 10.      | erőnyerő | erőnyerő | erőnyerő | 3:32,46  | 2.       | 8.       | 3:27,79  |          |
| George Mills                                                                                    | 1500 m          |           |           |           | 3:35,99  | 10.      | 11.      | 3:33,56  | 3.       | 3.       | 3:37,12  | 11.      | 23.      | kiesett  | kiesett  |
| George Mills                                                                                    | 5000 m          |           |           |           | 14:37,08 | 18.      | 37.      |          |          |          |          |          |          | 13:32,32 | 21.      |
| Sam Atkin                                                                                       | 5000 m          |           |           |           | 14:02,46 | 18.      | 18.      |          |          |          |          |          |          | kiesett  | kiesett  |
| Patrick Dever                                                                                   | 5000 m          |           |           |           | 14:13,48 | 13.      | 31.      |          |          |          |          |          |          | kiesett  | kiesett  |
| Tade Ojora                                                                                      | 110 m gát       |           |           |           | 13,35    | 4.       | 8.       | erőnyerő | erőnyerő | erőnyerő | 13,47    | 7.       | 21.      | kiesett  | kiesett  |
| Alastair Chalmers                                                                               | 400 m gát       |           |           |           | 48,98    | 3.       | 18.      | erőnyerő | erőnyerő | erőnyerő | 56,52    | 8.       | 24.      | kiesett  | kiesett  |
| Emile Cairess                                                                                   | Maraton         |           |           |           |          |          |          |          |          |          |          |          |          | 2:07:29  | 4.       |
| Mahamed Mahamed                                                                                 | Maraton         |           |           |           |          |          |          |          |          |          |          |          |          | 2:15:19  | 57.      |
| Philip Sesemann                                                                                 | Maraton         |           |           |           |          |          |          |          |          |          |          |          |          | 2:13:08  | 46.      |
| Callum Wilkinson                                                                                | 20 km gyaloglás |           |           |           |          |          |          |          |          |          |          |          |          | 1:20:31  | 16.      |
| Jeremiah Azu Louie Hinchliffe Nethaneel Mitchell-Blake Zharnel Hughes Richard Kilty             | 4 × 100 m váltó |           |           |           | 38,04    | 3.       | 3.       |          |          |          |          |          |          | 37,61    |          |
| Alex Haydock-Wilson Matthew Hudson-Smith Lewis Davey Charlie Dobson Samuel Reardon Toby Harries | 4 × 400 m váltó |           |           |           | 2:58,88  | 2.       | 2.       |          |          |          |          |          |          | 2:55,83  |          |

| Versenyző           | Versenyszám   | Selejtező | Selejtező | Döntő    | Döntő    |
| Versenyző           | Versenyszám   | Eredmény  | Helyezés  | Eredmény | Helyezés |
| ------------------- | ------------- | --------- | --------- | -------- | -------- |
| Jacob Fincham-Dukes | Távolugrás    | 796 cm    | 8.        | 814 cm   | 5.       |
| Scott Lincoln       | Súlylökés     | 19,69 m   | 21.       | kiesett  | kiesett  |
| Lawrence Okoye      | Diszkoszvetés | 61,17 m   | 24.       | kiesett  | kiesett  |
| Nicholas Percy      | Diszkoszvetés | 61,81 m   | 20.       | kiesett  | kiesett  |

Női
| Versenyző | Versenyszám     | Selejtező | Selejtező | Selejtező | Előfutam | Előfutam | Előfutam | Vigaszág | Vigaszág | Vigaszág | Elődöntő      | Elődöntő      | Elődöntő      | Döntő         | Döntő         |
| Versenyző | Versenyszám     | Idő       | Hely.     | Össz.     | Idő      | Hely.    | Össz.    | Idő      | Hely.    | Össz.    | Idő           | Hely.         | Össz.         | Idő           | Helyezés      |
| --- | --------------- | --------- | --------- | --------- | -------- | -------- | -------- | -------- | -------- | -------- | ------------- | ------------- | ------------- | ------------- | ------------- |
| Imani-Lara Lansiquot                                                                                                 | 100 m           | kiemelt   | kiemelt   | kiemelt   | 11,10    | 3.       | 15.      |          |          |          | 11,21         | 5.            | 17.           | kiesett       | kiesett       |
| Dina Asher-Smith | 100 m           | kiemelt   | kiemelt   | kiemelt   | 11,01    | 2.       | 10.      |          |          |          | 11,10         | 5.            | 11.           | kiesett       | kiesett       |
| Dina Asher-Smith | 200 m           |           |           |           | 22,28    | 2.       | 3.       | erőnyerő | erőnyerő | erőnyerő | 22,31         | 2.            | 7.            | 22,22         | 4.            |
| Bianca Williams | 200 m           |           |           |           | 22,77    | 3.       | 14.      | erőnyerő | erőnyerő | erőnyerő | 22,58         | 4.            | 10.           | kiesett       | kiesett       |
| Daryll Neita | 200 m           |           |           |           | 22,39    | 1.       | 5.       | erőnyerő | erőnyerő | erőnyerő | 22,24         | 2.            | 5.            | 22,23         | 5.            |
| Daryll Neita | 100 m           | kiemelt   | kiemelt   | kiemelt   | 10,92    | 1.       | 3.       |          |          |          | 10,97         | 2.            | 4.            | 10,96         | 4.            |
| Amber Anning | 400 m           |           |           |           | 49,68    | 1.       | 2.       | erőnyerő | erőnyerő | erőnyerő | 49,47         | 2.            | 4.            | 49,29         | 5.            |
| Laviai Nielsen | 400 m           |           |           |           | 50,36    | 2.       | 10.      | erőnyerő | erőnyerő | erőnyerő | 50,69         | 3.            | 12.           | kiesett       | kiesett       |
| Victoria Ohuruogu | 400 m           |           |           |           | 50,93    | 4.       | 19.      | 50,59    | 1.       | 4.       | 51,14         | 5.            | 18.           | kiesett       | kiesett       |
| Phoebe Gill | 800 m           |           |           |           | 1:58,83  | 3.       | 10.      | erőnyerő | erőnyerő | erőnyerő | 1:58,47       | 4.            | 13.           | kiesett       | kiesett       |
| Keely Hodgkinson | 800 m           |           |           |           | 1:59,31  | 1.       | 15.      | erőnyerő | erőnyerő | erőnyerő | 1:56,86       | 1.            | 1.            | 1:56,72       |               |
| Jemma Reekie | 800 m           |           |           |           | 2:00,00  | 1.       | 23.      | erőnyerő | erőnyerő | erőnyerő | 1:58,01       | 5.            | 8.            | kiesett       | kiesett       |
| Georgia Bell | 1500 m          |           |           |           | 4:00,29  | 2.       | 9.       | erőnyerő | erőnyerő | erőnyerő | 3:59,49       | 2.            | 12.           | 3:52,61       |               |
| Laura Muir | 1500 m          |           |           |           | 3:58,91  | 2.       | 2.       | erőnyerő | erőnyerő | erőnyerő | 3:59,83       | 4.            | 15.           | 3:53,37       | 5.            |
| Revée Walcott-Nolan                                                                                                  | 1500 m          |           |           |           | 4:06,44  | 8.       | 27.      | 4:06,73  | 2.       | 10.      | 3:58,08       | 9.            | 9.            | kiesett       | kiesett       |
| Megan Keith | 10 000 m        |           |           |           |          |          |          |          |          |          |               |               |               | 33:19,92      | 23.           |
| Eilish McColgan | 10 000 m        |           |           |           |          |          |          |          |          |          |               |               |               | 31:20,51      | 15.           |
| Cindy Sember | 100 m gát       |           |           |           | 12,72    | 2.       | 10.      | erőnyerő | erőnyerő | erőnyerő | nem ért célba | nem ért célba | nem ért célba | kiesett       | kiesett       |
| Jessie Knight | 400 m gát       |           |           |           | 55,39    | 5.       | 22.      | 55,10    | 2.       | 6.       | 54,90         | 6.            | 15.           | kiesett       | kiesett       |
| Lina Nielsen | 400 m gát       |           |           |           | 54,65    | 2.       | 8.       | erőnyerő | erőnyerő | erőnyerő | 1:31,22       | 8.            | 25.           | kiesett       | kiesett       |
| Elizabeth Bird | 3000 m akadály  |           |           |           | 9:16,46  | 4.       | 13.      |          |          |          |               |               |               | 9:04,35       | 7.            |
| Aimee Pratt | 3000 m akadály  |           |           |           | 9:27,26  | 11.      | 26.      |          |          |          |               |               |               | kiesett       | kiesett       |
| Clara Evans | Maraton         |           |           |           |          |          |          |          |          |          |               |               |               | 2:33:01       | 46.           |
| Rose Harvey | Maraton         |           |           |           |          |          |          |          |          |          |               |               |               | 2:51:03       | 78.           |
| Calli Hauger-Thackery                                                                                                | Maraton         |           |           |           |          |          |          |          |          |          |               |               |               | nem ért célba | nem ért célba |
| Dina Asher-Smith Imani-Lara Lansiquot Amy Hunt Daryll Neita Bianca Williams Desirèe Henry                            | 4 × 100 m váltó | 42,03     | 1.        | 2.        |          |          |          |          |          |          |               |               |               | 41,85         |               |
| Victoria Ohuruogu Laviai Nielsen Nicole Yeargin Amber Anning Yemi Mary John Hannah Kelly Jodie Williams Lina Nielsen | 4 × 400 m váltó | 3:24,72   | 2.        | 2.        |          |          |          |          |          |          |               |               |               | 3:19,72       |               |

| Versenyző       | Versenyszám | Selejtező                | Selejtező                | Döntő    | Döntő    |
| Versenyző       | Versenyszám | Eredmény                 | Helyezés                 | Eredmény | Helyezés |
| --------------- | ----------- | ------------------------ | ------------------------ | -------- | -------- |
| Morgan Lake     | Magasugrás  | 188 cm                   | 15.*                     | kiesett  | kiesett  |
| Holly Bleasdale | Rúdugrás    | 420 cm                   | 28.                      | kiesett  | kiesett  |
| Molly Caudery   | Rúdugrás    | érvényes kísérlet nélkül | érvényes kísérlet nélkül | kiesett  | kiesett  |

| Versenyző                 | Versenyszám | 100 m gát | 100 m gát | Magasugrás | Magasugrás | Súlylökés | Súlylökés | 200 m | 200 m | Távolugrás | Távolugrás | Gerelyhajítás | Gerelyhajítás | 800 m   | 800 m | Végeredmény | Végeredmény |
| Versenyző                 | Versenyszám | Idő       | Pont      | Eredmény   | Pont       | Eredmény  | Pont      | Idő   | Pont  | Eredmény   | Pont       | Eredmény      | Pont          | Idő     | Pont  | Pont        | Helyezés    |
| ------------------------- | ----------- | --------- | --------- | ---------- | ---------- | --------- | --------- | ----- | ----- | ---------- | ---------- | ------------- | ------------- | ------- | ----- | ----------- | ----------- |
| Katarina Johnson-Thompson | Hétpróba    | 13,40     | 1065      | 192 cm     | 1132       | 14,44 m   | 823       | 23,44 | 1035  | 640 cm     | 975        | 45,49 m       | 773           | 2:04,90 | 1041  | 6844        |             |
| Jade O'Dowda              | Hétpróba    | 13,53     | 1046      | 180 cm     | 978        | 13,10 m   | 734       | 24,97 | 890   | 633 cm     | 953        | 44,05 m       | 745           | 2:12,12 | 934   | 6280        | 10.         |

Vegyes
| Versenyző                                                                     | Versenyszám     | Előfutam | Előfutam | Előfutam | Döntő   | Döntő    |
| Versenyző                                                                     | Versenyszám     | Idő      | Hely.    | Össz.    | Idő     | Helyezés |
| ----------------------------------------------------------------------------- | --------------- | -------- | -------- | -------- | ------- | -------- |
| Samuel Reardon Laviai Nielsen Alex Haydock-Wilson Amber Anning Nicole Yeargin | 4 × 400 m váltó | 3:10,61  | 1.       | 1.       | 3:08,01 |          |

* - három másik versenyzővel azonos eredményt ért el

## Evezés
Férfi
| Versenyző | Versenyszám              | Előfutam | Előfutam | Vigaszág | Vigaszág | Elődöntő | Elődöntő | Elődöntő | Döntő | Döntő   | Döntő | Helyezés |
| Versenyző | Versenyszám              | Idő      | Hely.    | Idő      | Hely.    | Típus    | Idő      | Hely.    | Típus | Idő     | Hely. | Helyezés |
| --- | ------------------------ | -------- | -------- | -------- | -------- | -------- | -------- | -------- | ----- | ------- | ----- | -------- |
| Oliver Wynne-Griffith Thomas George | Kormányos nélküli kettes | 6:33,88  | 1.       | erőnyerő | erőnyerő | A/B      | 6:31,56  | 2.       | A     | 6:24,11 | 2.    |          |
| Tom Barras Callum Dixon Matt Haywood Graeme Thomas                                                                                      | Négypárevezős            | 5:44,82  | 2.       | erőnyerő | erőnyerő |          |          |          | A     | 5:46,51 | 4.    | 4.       |
| Oliver Wilkes David Ambler Matt Aldridge Freddie Davidson                                                                               | Kormányos nélküli négyes | 6:05,63  | 2.       | erőnyerő | erőnyerő |          |          |          | A     | 5:52,42 | 3.    |          |
| Sholto Carnegie Rory Gibbs Morgan Bolding Jacob Dawson Charles Elwes Thomas Digby James Rudkin Thomas Ford Harry Brightmore (kormányos) | Nyolcas                  | 5:37,04  | 1.       | erőnyerő | erőnyerő |          |          |          | A     | 5:22,88 | 1.    |          |

Női
| Versenyző | Versenyszám              | Előfutam | Előfutam | Vigaszág | Vigaszág | Elődöntő | Elődöntő | Elődöntő | Döntő | Döntő   | Döntő | Helyezés |
| Versenyző | Versenyszám              | Idő      | Hely.    | Idő      | Hely.    | Típus    | Idő      | Hely.    | Típus | Idő     | Hely. | Helyezés |
| --- | ------------------------ | -------- | -------- | -------- | -------- | -------- | -------- | -------- | ----- | ------- | ----- | -------- |
| Mathilda Hodgkins-Byrne Becky Wilde | Kétpárevezős             | 6:52,31  | 2.       | erőnyerő | erőnyerő | A/B      | 6:51,82  | 2.       | A     | 6:53,22 | 3.    |          |
| Emily Craig Imogen Grant | Könnyűsúlyú kétpárevezős | 7:04,20  | 1.       | erőnyerő | erőnyerő | A/B      | 6:59,79  | 1.       | A     | 6:47,06 | 1.    |          |
| Rebecca Edwards Chloe Brew | Kormányos nélküli kettes | 7:29,70  | 2.       | 7:37,11  | 3.       | A/B      | 7:28,76  | 5.       | B     | 7:16,02 | 6.    | 12.      |
| Lauren Henry Hannah Scott Lola Anderson Georgina Brayshaw                                                                                 | Négypárevezős            | 6:13,35  | 1.       | erőnyerő | erőnyerő |          |          |          | A     | 6:16,31 | 1.    |          |
| Helen Glover Esme Booth Samantha Redgrave Rebecca Shorten                                                                                 | Kormányos nélküli négyes | 6:42,57  | 1.       | erőnyerő | erőnyerő |          |          |          | A     | 6:27,31 | 2.    |          |
| Heidi Long Rowan McKellar Holly Dunford Emily Ford Lauren Irwin Eve Stewart Harriet Taylor Annie Campbell-Orde Henry Fieldman (kormányos) | Nyolcas                  | 6:16,20  | 1.       | erőnyerő | erőnyerő |          |          |          | A     | 5:59,51 | 3.    |          |

## Golf
| Versenyző        | Versenyszám  | 1. forduló | 1. forduló | 2. forduló | 2. forduló | 3. forduló | 3. forduló | 4. forduló   | 4. forduló   | Összesen     | Összesen     | Összesen    |
| Versenyző        | Versenyszám  | Pont       | Par        | Pont       | Par        | Pont       | Par        | Pont         | Par          | Pontszám     | Par          | Helyezés    |
| ---------------- | ------------ | ---------- | ---------- | ---------- | ---------- | ---------- | ---------- | ------------ | ------------ | ------------ | ------------ | ----------- |
| Matt Fitzpatrick | Férfi egyéni | 73         | +2         | 64         | −7         | 81         | +10        | visszalépett | visszalépett | visszalépett | visszalépett | helyezetlen |
| Tommy Fleetwood  | Férfi egyéni | 67         | −4         | 64         | −7         | 69         | −2         | 66           | −5           | 266          | −18          |             |
| Georgia Hall     | Női egyéni   | 74         | +2         | 74         | +2         | 71         | −1         | 74           | +2           | 293          | +5           | =36.        |
| Charley Hull     | Női egyéni   | 81         | +9         | 71         | −1         | 69         | −3         | 68           | −4           | 289          | +1           | =27.        |

## Gördeszka
Férfi
| Versenyző      | Versenyszám | Selejtező | Selejtező | Döntő   | Döntő   | Helyezés |
| Versenyző      | Versenyszám | Pont      | Hely.     | Pont    | Hely.   | Helyezés |
| -------------- | ----------- | --------- | --------- | ------- | ------- | -------- |
| Andy Macdonald | Egyéni park | 77,66     | 18.       | kiesett | kiesett | 18.      |

Női
| Versenyző     | Versenyszám | Selejtező | Selejtező | Döntő   | Döntő   | Helyezés |
| Versenyző     | Versenyszám | Pont      | Hely.     | Pont    | Hely.   | Helyezés |
| ------------- | ----------- | --------- | --------- | ------- | ------- | -------- |
| Sky Brown     | Egyéni park | 84,75     | 4.        | 92,31   | 3.      |          |
| Lola Tambling | Egyéni park | 73,85     | 15.       | kiesett | kiesett | 15.      |

## Íjászat
Férfi
| Versenyző                     | Versenyszám | Selejtező | Selejtező | 64-es főtábla                                  | 32-es főtábla                   | Nyolcaddöntő | Negyeddöntő       | Elődöntő          | Döntő             | Helyezés |
| Versenyző                     | Versenyszám | Pont      | Kiemelés  | Ellenfél Eredmény                              | Ellenfél Eredmény               | Ellenfél Eredmény | Ellenfél Eredmény | Ellenfél Eredmény | Ellenfél Eredmény | Helyezés |
| ----------------------------- | ----------- | --------- | --------- | ---------------------------------------------- | ------------------------------- | --- | ----------------- | ----------------- | ----------------- | -------- |
| Conor Hall                    | Egyéni      | 652       | 46.       | Jean-Charles Valladont (FRA) (19.) · 6–4       | Tom Hall (GBR) (51.) · 5–6      | kiesett | kiesett           | kiesett           | kiesett           | 17.      |
| Tom Hall                      | Egyéni      | 645       | 51.       | Tarundeep Rai (IND) (14.) · 6–4                | Conor Hall (GBR) (46.) · 6–5    | Florian Unruh (GER) (3.) · 3–7                                                                                           | kiesett           | kiesett           | kiesett           | 9.       |
| Alex Wise                     | Egyéni      | 664       | 27.       | Li Csung-jüan (Li Zhongyuan) (CHN) (38.) · 6–4 | Baptiste Addis (FRA) (6.) · 3–7 | kiesett | kiesett           | kiesett           | kiesett           | 17.      |
| Conor Hall Tom Hall Alex Wise | Csapat      | 1961      | 12.       |                                                |                                 | Tajvan (TPE) · Lin Ce-hsziang (Lin Zih-siang) · Tang Cse-csün (Tang Chih-chun) · Taj Jü-hszüan (Tai Yu-hsuan) (5.) · 0–6 | kiesett           | kiesett           | kiesett           | 9.       |

Női
| Versenyző                               | Versenyszám | Selejtező | Selejtező | 64-es főtábla                                   | 32-es főtábla                            | Nyolcaddöntő                                                                         | Negyeddöntő       | Elődöntő          | Döntő             | Helyezés |
| Versenyző                               | Versenyszám | Pont      | Kiemelés  | Ellenfél Eredmény                               | Ellenfél Eredmény                        | Ellenfél Eredmény                                                                    | Ellenfél Eredmény | Ellenfél Eredmény | Ellenfél Eredmény | Helyezés |
| --------------------------------------- | ----------- | --------- | --------- | ----------------------------------------------- | ---------------------------------------- | ------------------------------------------------------------------------------------ | ----------------- | ----------------- | ----------------- | -------- |
| Megan Havers                            | Egyéni      | 635       | 49.       | Elia Canales (ESP) (16.) · 6–0                  | Amélie Cordeau (FRA) (17.) · 6–5         | Im Sihjon (Lim Si-hyeon) (KOR) (1.) · 1–7                                            | kiesett           | kiesett           | kiesett           | 9.       |
| Penny Healey                            | Egyéni      | 631       | 52.       | Cson Hunjong (Jeon Hun-young) (KOR) (13.) · 2–6 | kiesett                                  | kiesett                                                                              | kiesett           | kiesett           | kiesett           | 33.      |
| Bryony Pitman                           | Egyéni      | 646       | 41.       | Ángela Ruiz (MEX) (24.) · 6–2                   | Li Csia-man (Li Jiaman) (CHN) (9.) · 0–6 | kiesett                                                                              | kiesett           | kiesett           | kiesett           | 17.      |
| Megan Havers Penny Healey Bryony Pitman | Csapat      | 1912      | 11.       |                                                 |                                          | Németország (GER) · Katharina Bauer · Michelle Kroppen · Charline Schwarz (6.) · 0–6 | kiesett           | kiesett           | kiesett           | 9.       |

Vegyes csapat
| Versenyző               | Versenyszám | Selejtező | Selejtező | Nyolcaddöntő      | Negyeddöntő       | Elődöntő          | Döntő             | Helyezés |
| Versenyző               | Versenyszám | Pont      | Kiemelés  | Ellenfél Eredmény | Ellenfél Eredmény | Ellenfél Eredmény | Ellenfél Eredmény | Helyezés |
| ----------------------- | ----------- | --------- | --------- | ----------------- | ----------------- | ----------------- | ----------------- | -------- |
| Bryony Pitman Alex Wise | Vegyes      | 1310      | 19.       | kiesett           | kiesett           | kiesett           | kiesett           | 19.      |

## Lovaglás
Díjlovaglás
Díjugratás
Lovastusa

## Ökölvívás
Férfi
| Versenyző        | Versenyszám     | Selejtező         | Nyolcaddöntő               | Negyeddöntő               | Elődöntő                | Döntő             | Helyezés |
| Versenyző        | Versenyszám     | Ellenfél Eredmény | Ellenfél Eredmény          | Ellenfél Eredmény         | Ellenfél Eredmény       | Ellenfél Eredmény | Helyezés |
| ---------------- | --------------- | ----------------- | -------------------------- | ------------------------- | ----------------------- | ----------------- | -------- |
| Lewis Richardson | Váltósúly       | erőnyerő          | Vahid Abasov (SRB) · 3–2   | Zeyad Ishaish (JOR) · 3–2 | Marco Verde (MEX) · 2–3 | kiesett           |          |
| Patrick Brown    | Nehézsúly       |                   | Keno Machado (BRA) · 1–4   | kiesett                   | kiesett                 | kiesett           | 9.       |
| Delicious Orie   | Szupernehézsúly |                   | Davit Chaloyan (ARM) · 2–3 | kiesett                   | kiesett                 | kiesett           | 9.       |

Női
| Versenyző       | Versenyszám | Selejtező                   | Nyolcaddöntő                 | Negyeddöntő       | Elődöntő          | Döntő             | Helyezés |
| Versenyző       | Versenyszám | Ellenfél Eredmény           | Ellenfél Eredmény            | Ellenfél Eredmény | Ellenfél Eredmény | Ellenfél Eredmény | Helyezés |
| --------------- | ----------- | --------------------------- | ---------------------------- | ----------------- | ----------------- | ----------------- | -------- |
| Charley Davison | Harmatsúly  | Hatice Akbaş (TUR) · 2–3    | kiesett                      | kiesett           | kiesett           | kiesett           | 17.      |
| Rosie Eccles    | Váltósúly   | Aneta Rygielska (POL) · 2–3 | kiesett                      | kiesett           | kiesett           | kiesett           | 17.      |
| Chantelle Reid  | Középsúly   |                             | Khadija El-Mardi (MAR) · 2–3 | kiesett           | kiesett           | kiesett           | 9.       |

## Rögbi

### Női
| Brit női rögbi-játékoskeret                                                                                   | Brit női rögbi-játékoskeret                                                                                            |
| --- | --- |
| - Ellie Boatman - Abi Burton - Heather Cowell - Grace Crompton - Megan Jones - Jasmine Joyce - Ellie Kildunne | - Isla Norman-Bell - Kayleigh Powell - Jade Shekells - Lisa Thomson - Lauren Torley - Emma Uren (c) - Amy Wilson-Hardy |

#### Eredmények
Csoportkör
B csoport
| Hely. | Csapat                        | M | Gy | D | V | P+ | P– | Pk  | P | Továbbjutás                                  |
| ----- | ----------------------------- | - | -- | - | - | -- | -- | --- | - | -------------------------------------------- |
| 1.    | Ausztrália (AUS)              | 3 | 3  | 0 | 0 | 89 | 24 | +65 | 9 | Bejutott a negyeddöntőbe                     |
| 2.    | Nagy-Britannia (GBR)          | 3 | 2  | 0 | 1 | 52 | 65 | −13 | 7 | Bejutott a negyeddöntőbe                     |
| 3.    | Írország (IRL)                | 3 | 1  | 0 | 2 | 64 | 40 | +24 | 5 | Csoportharmadikként bejutott a negyeddöntőbe |
| 4.    | Dél-afrikai Köztársaság (RSA) | 3 | 0  | 0 | 3 | 22 | 98 | −76 | 3 | Kiesett                                      |

| 2024. július 28. 15:30 |        | Írország (IRL) | 12–21 | Nagy-Britannia (GBR) |  | Stade de France, Saint-Denis |
| 2024. július 28. 15:30 | (12–7) |                |       |                      |  | Stade de France, Saint-Denis |

| 2024. július 28. 19:30 |        | Ausztrália (AUS) | 36–5 | Nagy-Britannia (GBR) |  | Stade de France, Saint-Denis |
| 2024. július 28. 19:30 | (19–5) |                  |      |                      |  | Stade de France, Saint-Denis |

| 2024. július 29. 14:00 |        | Nagy-Britannia (GBR) | 26–17 | Dél-afrikai Köztársaság (RSA) |  | Stade de France, Saint-Denis |
| 2024. július 29. 14:00 | (7–12) |                      |       |                               |  | Stade de France, Saint-Denis |

Negyeddöntő
| 2024. július 29. 21:30 |       | Nagy-Britannia (GBR) | 7–17 | Egyesült Államok (USA) |  | Stade de France, Saint-Denis |
| 2024. július 29. 21:30 | (7–5) |                      |      |                        |  | Stade de France, Saint-Denis |

Az 5–8. helyért
| 2024. július 30. 14:30 |         | Kína (CHN) | 19–15 | Nagy-Britannia (GBR) |  | Stade de France, Saint-Denis |
| 2024. július 30. 14:30 | (14–10) |            |       |                      |  | Stade de France, Saint-Denis |

A 7. helyért
| 2024. július 30. 18:00 |        | Nagy-Britannia (GBR) | 28–12 | Írország (IRL) |  | Stade de France, Saint-Denis |
| 2024. július 30. 18:00 | (21–5) |                      |       |                |  | Stade de France, Saint-Denis |

| Csapat               | Helyezés |
| -------------------- | -------- |
| Nagy-Britannia (GBR) | 7.       |

## Sportlövészet
Férfi
| Versenyző             | Versenyszám           | Selejtező | Selejtező | Döntő   | Döntő    |
| Versenyző             | Versenyszám           | Pont      | Helyezés  | Pont    | Helyezés |
| --------------------- | --------------------- | --------- | --------- | ------- | -------- |
| Michael Bargeron      | Légpuska              | 620,7     | 47.       | kiesett | kiesett  |
| Michael Bargeron      | Sportpuska, összetett | 584       | 29.       | kiesett | kiesett  |
| Matthew Coward-Holley | Trap                  | 117       | 25.       | kiesett | kiesett  |
| Nathan Hales          | Trap                  | 123(+6)   | 2.        | 48      |          |

Női
| Versenyző        | Versenyszám           | Selejtező | Selejtező | Döntő   | Döntő    |
| Versenyző        | Versenyszám           | Pont      | Helyezés  | Pont    | Helyezés |
| ---------------- | --------------------- | --------- | --------- | ------- | -------- |
| Seonaid McIntosh | Légpuska              | 624,5     | 37.       | kiesett | kiesett  |
| Seonaid McIntosh | Sportpuska, összetett | 586       | 12.       | kiesett | kiesett  |
| Amber Rutter     | Skeet                 | 122(+13)  | 2.        | 55(+6)  |          |
| Lucy Hall        | Trap                  | 117       | 14.       | kiesett | kiesett  |

Vegyes
| Versenyző                         | Versenyszám | Selejtező | Selejtező | Döntő   | Döntő    |
| Versenyző                         | Versenyszám | Pont      | Helyezés  | Pont    | Helyezés |
| --------------------------------- | ----------- | --------- | --------- | ------- | -------- |
| Michael Bargeron Seonaid McIntosh | Légpuska    | 622,1     | 26.       | kiesett | kiesett  |

## Sportmászás
Kombinált
| Versenyző            | Versenyszám | Elődöntő       | Elődöntő       | Elődöntő       | Elődöntő       | Elődöntő       | Elődöntő       | Elődöntő         | Elődöntő         | Összesítés | Összesítés | Döntő          | Döntő          | Döntő          | Döntő          | Döntő          | Döntő          | Döntő            | Döntő            | Összesítés | Összesítés |
| Versenyző            | Versenyszám | Boulder mászás | Boulder mászás | Boulder mászás | Boulder mászás | Boulder mászás | Boulder mászás | Nehézségi mászás | Nehézségi mászás | Összesítés | Összesítés | Boulder mászás | Boulder mászás | Boulder mászás | Boulder mászás | Boulder mászás | Boulder mászás | Nehézségi mászás | Nehézségi mászás | Összesítés | Összesítés |
| Versenyző            | Versenyszám | 1              | 2              | 3              | 4              | Pont           | Hely.          | Pont             | Hely.            | Pont       | Hely.      | 1              | 2              | 3              | 4              | Pont           | Hely.          | Pont             | Hely.            | Pont       | Hely.      |
| -------------------- | ----------- | -------------- | -------------- | -------------- | -------------- | -------------- | -------------- | ---------------- | ---------------- | ---------- | ---------- | -------------- | -------------- | -------------- | -------------- | -------------- | -------------- | ---------------- | ---------------- | ---------- | ---------- |
| Hamish McArthur      | Férfi       | 9,9            | 10,0           | 9,3            | 5,0            | 34,2           | 8.             | 45,1             | 8.               | 79,3       | 8.         | 24,8           | 9,8            | 9,9            | 9,4            | 53,9           | 4.             | 72,0             | 6.               | 125,9      | 5.         |
| Toby Roberts         | Férfi       | 9,8            | 9,7            | 9,9            | 24,7           | 54,1           | 3.             | 68,1             | =2.              | 122,2      | 2.         | 24,4           | 9,0            | 24,8           | 4,9            | 63,1           | 3.             | 92,1             | =3.              | 155,2      |            |
| Erin McNeice         | Női         | 5,0            | 24,7           | 24,9           | 5,0            | 59,6           | 10.            | 64,1             | 7.               | 123,7      | 7.         | 24,9           | 25,0           | 0,0            | 9,6            | 59,5           | =4.            | 68,1             | 6.               | 127,6      | 5.         |
| Molly Thompson-Smith | Női         | 0,0            | 4,8            | 5,0            | 0,0            | 9,8            | 19.            | 57,0             | 9.               | 66,8       | 19.        | kiesett        | kiesett        | kiesett        | kiesett        | kiesett        | kiesett        | kiesett          | kiesett          | 66,8       | 19.        |

## Súlyemelés
Női
| Versenyző      | Versenyszám | Szakítás | Szakítás | Lökés    | Lökés    | Összesen | Helyezés |
| Versenyző      | Versenyszám | Eredmény | Helyezés | Eredmény | Helyezés | Összesen | Helyezés |
| -------------- | ----------- | -------- | -------- | -------- | -------- | -------- | -------- |
| Emily Campbell | +81 kg      | 126      | 3.       | 162      | 3.       | 288      |          |

## Szinkronúszás
| Versenyző                     | Versenyszám | Döntő               | Döntő               | Döntő            | Döntő            | Döntő      | Döntő      | Helyezés |
| Versenyző                     | Versenyszám | Technikai gyakorlat | Technikai gyakorlat | Szabad gyakorlat | Szabad gyakorlat | Összesítés | Összesítés | Helyezés |
| Versenyző                     | Versenyszám | Pont                | Hely.               | Pont             | Hely.            | Pont       | Hely.      | Helyezés |
| ----------------------------- | ----------- | ------------------- | ------------------- | ---------------- | ---------------- | ---------- | ---------- | -------- |
| Kate Shortman Isabelle Thorpe | Páros       | 264,0282            | 4.                  | 294,5085         | 1.               | 558,5367   | 2.         |          |

## Taekwondo
Férfi
| Versenyző        | Versenyszám | Selejtező         | Nyolcaddöntő                | Negyeddöntő               | Elődöntő                        | Vigaszág elődöntő | Bronz- mérkőzés                                    | Döntő                    | Helyezés |
| Versenyző        | Versenyszám | Ellenfél Eredmény | Ellenfél Eredmény           | Ellenfél Eredmény         | Ellenfél Eredmény               | Ellenfél Eredmény | Ellenfél Eredmény                                  | Ellenfél Eredmény        | Helyezés |
| ---------------- | ----------- | ----------------- | --------------------------- | ------------------------- | ------------------------------- | ----------------- | -------------------------------------------------- | ------------------------ | -------- |
| Bradly Sinden    | Pehelysúly  | erőnyerő          | Kevin Kassman (PNG) · 2–0   | Marko Golubić (CRO) · 2–1 | Zaid Kareem (JOR) · 1–2         |                   | Liang Jü-suaj (Liang Yushuai) (CHN) · visszalépett |                          | 5.       |
| Caden Cunningham | Nehézsúly   | erőnyerő          | Abdoul Issoufou (NIG) · 2–0 | Rafael Alba (CUB) · 2–1   | Cheick Sallah Cissé (CIV) · 2–1 |                   |                                                    | Arian Salimi (IRI) · 1–2 |          |

Női
| Versenyző       | Versenyszám | Nyolcaddöntő               | Negyeddöntő                  | Elődöntő          | Vigaszág elődöntő         | Bronz- mérkőzés       | Döntő             | Helyezés |
| Versenyző       | Versenyszám | Ellenfél Eredmény          | Ellenfél Eredmény            | Ellenfél Eredmény | Ellenfél Eredmény         | Ellenfél Eredmény     | Ellenfél Eredmény | Helyezés |
| --------------- | ----------- | -------------------------- | ---------------------------- | ----------------- | ------------------------- | --------------------- | ----------------- | -------- |
| Jade Jones      | Pehelysúly  | Miljana Reljiḱ (MKD) · 1–2 | kiesett                      | kiesett           | kiesett                   | kiesett               | kiesett           | 11.      |
| Rebecca McGowan | Nehézsúly   | Venice Traill (FIJ) · 2–0  | Svetlana Osipova (UZB) · 1–2 |                   | Astan Bathily (CIV) · 2–0 | Nafia Kuş (TUR) · 1–2 |                   | 5.       |

## Tenisz
Férfi
| Versenyző                  | Versenyszám | 64-es főtábla                       | 32-es főtábla                                                       | Nyolcaddöntő                                                            | Negyeddöntő                                                   | Elődöntő          | Bronz- mérkőzés   | Döntő             | Helyezés |
| Versenyző                  | Versenyszám | Ellenfél Eredmény                   | Ellenfél Eredmény                                                   | Ellenfél Eredmény                                                       | Ellenfél Eredmény                                             | Ellenfél Eredmény | Ellenfél Eredmény | Ellenfél Eredmény | Helyezés |
| -------------------------- | ----------- | ----------------------------------- | ------------------------------------------------------------------- | ----------------------------------------------------------------------- | ------------------------------------------------------------- | ----------------- | ----------------- | ----------------- | -------- |
| Jack Draper                | Egyes       | Nisikori Kei (JPN) · 6–1, 6–4       | Taylor Fritz (USA) · 7–6(7–3), 3–6, 2–6                             | kiesett                                                                 | kiesett                                                       | kiesett           | kiesett           | kiesett           | 17.      |
| Dan Evans                  | Egyes       | Moez Echargui (TUN) · 6–2, 4–6, 6–2 | Sztéfanosz Cicipász (GRE) · 1–6, 2–6                                | kiesett                                                                 | kiesett                                                       | kiesett           | kiesett           | kiesett           | 17.      |
| Dan Evans Andy Murray      | Páros       |                                     | Japán (JPN) · Nisikori Kei · Taro Daniel · 2–6,7–6(7–5), [11]–[9]   | Belgium (BEL) · Sander Gillé · Joran Vliegen · 6–3, 6–7(8–10), [11]–[9] | Egyesült Államok (USA) · Taylor Fritz · Tommy Paul · 2–6, 4–6 | kiesett           | kiesett           | kiesett           | 5.       |
| Joe Salisbury Neal Skupski | Páros       |                                     | Csehország (CZE) · Tomáš Macháč · Adam Pavlásek · 6–4, 3–6 [8]–[10] | kiesett                                                                 | kiesett                                                       | kiesett           | kiesett           | kiesett           | 17.      |

Női
| Versenyző                    | Versenyszám | 64-es főtábla                              | 32-es főtábla                                                     | Nyolcaddöntő                                                    | Negyeddöntő                                                  | Elődöntő          | Bronz- mérkőzés   | Döntő             | Helyezés |
| Versenyző                    | Versenyszám | Ellenfél Eredmény                          | Ellenfél Eredmény                                                 | Ellenfél Eredmény                                               | Ellenfél Eredmény                                            | Ellenfél Eredmény | Ellenfél Eredmény | Ellenfél Eredmény | Helyezés |
| ---------------------------- | ----------- | ------------------------------------------ | ----------------------------------------------------------------- | --------------------------------------------------------------- | ------------------------------------------------------------ | ----------------- | ----------------- | ----------------- | -------- |
| Katie Boulter                | Egyes       | Anna Karolína Schmiedlová (SVK) · 4–6, 2–6 | kiesett                                                           | kiesett                                                         | kiesett                                                      | kiesett           | kiesett           | kiesett           | 33.      |
| Katie Boulter Heather Watson | Páros       |                                            | Németország (GER) · Angelique Kerber · Laura Siegemund · 6–2, 6–3 | Brazília (BRA) · Beatriz Haddad Maia · Luisa Stefani · 6–3, 6–4 | Olaszország (ITA) · Sara Errani · Jasmine Paolini · 3–6, 1–6 | kiesett           | kiesett           | kiesett           | 5.       |

Vegyes
| Versenyző                    | Versenyszám | Nyolcaddöntő                                                                   | Negyeddöntő       | Elődöntő          | Bronz- mérkőzés   | Döntő             | Helyezés |
| Versenyző                    | Versenyszám | Ellenfél Eredmény                                                              | Ellenfél Eredmény | Ellenfél Eredmény | Ellenfél Eredmény | Ellenfél Eredmény | Helyezés |
| ---------------------------- | ----------- | ------------------------------------------------------------------------------ | ----------------- | ----------------- | ----------------- | ----------------- | -------- |
| Joe Salisbury Heather Watson | Páros       | Kanada (CAN) · Félix Auger-Aliassime · Gabriela Dabrowski · 5–7, 6–4, [3]–[10] | kiesett           | kiesett           | kiesett           | kiesett           | 9.       |

## Tollaslabda
| Versenyző           | Versenyszám | Csoportkör | Csoportkör | Nyolcaddöntő      | Negyeddöntő       | Elődöntő          | Bronz- mérkőzés   | Döntő             | Helyezés |
| Versenyző           | Versenyszám | Ellenfél Eredmény | Hely.      | Ellenfél Eredmény | Ellenfél Eredmény | Ellenfél Eredmény | Ellenfél Eredmény | Ellenfél Eredmény | Helyezés |
| ------------------- | ----------- | --- | ---------- | ----------------- | ----------------- | ----------------- | ----------------- | ----------------- | -------- |
| Ben Lane Sean Vendy | Férfi páros | A csoport · Malajzia (MAS) · Aaron Chia · Soh Wooi Yik · 21–19, 16–21, 11–21 · Kína (CHN) · Vang Csang (Wang Chang) · Liang Vej-keng (Liang Weikeng) · 18–21, 21–13, 14–21 · Kanada (CAN) · Adam Dong · Nyl Yakura · 21–14, 21–12 | 3.         |                   | kiesett           | kiesett           | kiesett           | kiesett           | 9.       |
| Kirsty Gilmour      | Női egyes   | N csoport · Keisha Fatimah Azzahra (AZE) · 21–13, 21–11 · Ho Ping-csiao (He Bingjiao) (CHN) · 22–24, 8–21 | 2.         | kiesett           | kiesett           | kiesett           | kiesett           | kiesett           | 14.      |

## Vitorlázás
Férfi
| Versenyző                  | Versenyszám              | Futam | Futam | Futam | Futam | Futam | Futam | Futam | Futam | Futam | Futam | Futam | Futam | Futam | Futam | Futam | Futam | Futam   | Pontszám | Helyezés |
| Versenyző                  | Versenyszám              | 1     | 2     | 3     | 4     | 5     | 6     | 7     | 8     | 9     | 10    | 11    | 12    | 13    | 14-20 | N     | E     | É       | Pontszám | Helyezés |
| -------------------------- | ------------------------ | ----- | ----- | ----- | ----- | ----- | ----- | ----- | ----- | ----- | ----- | ----- | ----- | ----- | ----- | ----- | ----- | ------- | -------- | -------- |
| Sam Sills                  | IQFoil (Szörfvitorlázás) | 21    | 6     | 9     | 7     | 16    | 6     | 7     | 9     | 4     | 15    | 7     | 6     | 12    | X     | 2     | 4     | kiesett | 88       | 5.       |
| Michael Beckett            | ILCA 7 (Laser)           | 19    | 9     | 15    | 8     | 4     | 4     | 44    | 8     | X     | X     |       |       |       |       |       |       | 20      | 87       | 6.       |
| James Peters Fynn Sterritt | 49er osztály             | 18    | 11    | 13    | 6     | 5     | 4     | 5     | 11    | 1     | 19    | 6     | 5     |       |       |       |       | 14      | 99       | 7.       |

| Versenyző         | Versenyszám  | Futam | Futam | Futam | Futam | Futam | Futam | Futam | Futam | Futam | Futam | Futam                                                                            | Futam           | Futam           | Futam           | Futam           | Helyezés |
| Versenyző         | Versenyszám  | 1     | 2     | 3     | 4     | 5     | 6     | 7     | 8-16  | P     | Hely. | Elődöntő 1                                                                       | Elődöntő 2      | Éremfutam 1     | Éremfutam 2     | Éremfutam 3     | Helyezés |
| Versenyző         | Versenyszám  | 1     | 2     | 3     | 4     | 5     | 6     | 7     | 8-16  | P     | Hely. | Ellenfelek Pont                                                                  | Ellenfelek Pont | Ellenfelek Pont | Ellenfelek Pont | Ellenfelek Pont | Helyezés |
| ----------------- | ------------ | ----- | ----- | ----- | ----- | ----- | ----- | ----- | ----- | ----- | ----- | -------------------------------------------------------------------------------- | --------------- | --------------- | --------------- | --------------- | -------- |
| Connor Bainbridge | Formula kite | 4     | 8     | 3     | 7     | 7     | 11    | 11    | X     | 29    | 8.    | B csoport · Valentin Bontus (AUT) · Jannis Maus (GER) · Markus Edegran (USA) · 3 | B csoport X     | kiesett         | kiesett         | kiesett         | 8.       |

Női
| Versenyző                | Versenyszám              | Futam | Futam | Futam | Futam | Futam | Futam | Futam | Futam | Futam | Futam | Futam | Futam | Futam | Futam | Futam | Futam    | Futam    | Futam   | Pontszám | Helyezés |
| Versenyző                | Versenyszám              | 1     | 2     | 3     | 4     | 5     | 6     | 7     | 8     | 9     | 10    | 11    | 12    | 13    | 14    | 15-20 | N        | E        | É       | Pontszám | Helyezés |
| ------------------------ | ------------------------ | ----- | ----- | ----- | ----- | ----- | ----- | ----- | ----- | ----- | ----- | ----- | ----- | ----- | ----- | ----- | -------- | -------- | ------- | -------- | -------- |
| Emma Wilson              | IQFoil (Szörfvitorlázás) | 1     | 2     | 1     | 2     | 17    | 1     | 1     | 1     | 1     | 3     | 1     | 1     | 3     | 3     | X     | erőnyerő | erőnyerő | 3.5     | 18       |          |
| Hannah Snellgrove        | ILCA 6 (Laser radial)    | 17    | 20    | 6     | 1     | 1     | 14    | 20    | 29    | 32    | X     |       |       |       |       |       |          |          | kiesett | 108      | 12.      |
| Freya Black Saskia Tidey | 49erFX osztály           | 9     | 16    | 8     | 21    | 14    | 19    | 9     | 14    | 3     | 9     | 15    | 4     |       |       |       |          |          | kiesett | 120      | 16.      |

| Versenyző        | Versenyszám  | Futam | Futam | Futam | Futam | Futam | Futam | Futam | Futam | Futam | Futam           | Futam                                                                    | Futam                                                                    | Helyezés |
| Versenyző        | Versenyszám  | 1     | 2     | 3     | 4     | 5     | 6     | 7-16  | P     | Hely. | Elődöntő        | Éremfutam 1                                                              | Éremfutam 2                                                              | Helyezés |
| Versenyző        | Versenyszám  | 1     | 2     | 3     | 4     | 5     | 6     | 7-16  | P     | Hely. | Ellenfelek Pont | Ellenfelek Pont                                                          | Ellenfelek Pont                                                          | Helyezés |
| ---------------- | ------------ | ----- | ----- | ----- | ----- | ----- | ----- | ----- | ----- | ----- | --------------- | ------------------------------------------------------------------------ | ------------------------------------------------------------------------ | -------- |
| Eleanor Aldridge | Formula kite | 1     | 2     | 2     | 3     | 4     | 21    | X     | 12    | 1.    | erőnyerő        | Lauriane Nolot (FRA) · Daniela Moroz (USA) · Annelous Lammerts (NED) · 1 | Annelous Lammerts (NED) · Lauriane Nolot (FRA) · Daniela Moroz (USA) · 1 |          |

Vegyes
| Versenyző                  | Versenyszám    | Futam | Futam | Futam | Futam | Futam | Futam | Futam | Futam | Futam | Futam | Futam | Futam | Futam   | Pontszám | Helyezés |
| Versenyző                  | Versenyszám    | 1     | 2     | 3     | 4     | 5     | 6     | 7     | 8     | 9     | 10    | 11    | 12    | É       | Pontszám | Helyezés |
| -------------------------- | -------------- | ----- | ----- | ----- | ----- | ----- | ----- | ----- | ----- | ----- | ----- | ----- | ----- | ------- | -------- | -------- |
| Anna Burnet John Gimson    | Nacra 17       | 8     | 4     | 6     | 3     | 4     | 9     | 4     | 5     | 4     | 5     | 1     | 3     | 22      | 69       | 4.       |
| Chris Grube Vita Heathcote | 470-es osztály | 2     | 16    | 8     | 5     | 12    | 20    | 15    | 7     | X     | X     |       |       | kiesett | 65       | 11.      |

X - törölt futam